# Patricia Mountbatten, II contessa Mountbatten di Birmania
Patricia Edwina Victoria Mountbatten, II contessa Mountbatten di Birmania CBE, MSC, CD (Londra, 14 febbraio 1924 – Mersham, 13 giugno 2017), è stata una pari britannica e la cugina di terzo grado della regina Elisabetta II. Era la maggiore delle due figlie di Louis Mountbatten, I conte Mountbatten di Birmania e di sua moglie, l'ereditiera Edwina Ashley, una discendente patrilineare dei Conti di Shaftesbury, nobilitatati nel 1661. Era la sorella maggiore di lady Pamela Hicks, e cugina di primo grado di Filippo, duca di Edimburgo.
Lady Mountbatten successe al padre quando questi fu assassinato nel 1979, poiché il suo titolo nobiliare era stato creato dalla Corona con trasmissione alla linea femminile e in seguito alla loro discendenza maschile. L'eredità le accordò il titolo di contessa e un seggio alla camera dei lord, dove rimase fino al 1999, quando House of Lords Act 1999 rimosse i pari ereditari dalla camera.

## Matrimonio e figli
Il 26 ottobre 1946 sposò John Knatchbull, VII barone Brabourne (9 novembre 1924 – 23 settembre 2005), all'epoca un aiutante di suo padre in Estremo Oriente. Le nozze ebbero luogo a Romsey Abbey alla presenza di membri della famiglia reale. Le sue damigelle furono la principessa Elisabetta, la principessa Margaret, lady Pamela Mountbatten, sorella minore della sposa, e la principessa Alexandra, figlia del duca e della duchessa di Kent.
In seguito divennero una delle poche coppie sposate ognuno dei cui membri deteneva un titolo nobiliare per proprio conto, e i cui discendenti erediteranno titoli da entrambi. Ebbero otto figli:
- Norton Louis Philip Knatchbull, III conte Mountbatten di Birmania (nato l'8 ottobre 1947), che ha sposato Penelope Eastwood (nata il 16 aprile 1953) e ha avuto tre figli.
- The Hon. Michael-John Ulick Knatchbull (nato il 24 maggio 1950), che ha sposato Melissa Clare Owen (nata il 12 novembre 1960) il 1º giugno 1985 e ha avuto una figlia, Kelly, che è figlioccia della principessa Anna;[2] divorziarono nel 1997; si sposò poi con Susan Penelope Jane Coates (nata il 23 ottobre 1959) il 6 marzo 1999, da cui ha avuto una figlia, Savannah; ha divorziato il 13 febbraio 2006.
- The Hon. Anthony Knatchbull (nato e morto il 6 aprile 1952).
- Lady Joanna Edwina Doreen Knatchbull (nata il 5 marzo 1955), che ha sposato il barone Hubert Pernot du Breuil (2 febbraio 1956 – 6 settembre 2004) il 3 novembre 1984 e ha avuto una figlia; divorziarono nel 1995; ha sposato in seconde nozze Azriel Zuckerman (nato il 18 gennaio 1943) il 19 novembre 1995 e ha avuto un figlio.
- Lady Amanda Patricia Victoria Knatchbull (nata il 26 giugno 1957), che ha sposato Charles Vincent Ellingworth (nato il 7 febbraio 1957) il 31 ottobre 1987 e ha avuto tre figli maschi.[3]
- The Hon. Philip Wyndham Ashley Knatchbull (nato il 2 dicembre 1961), che ha sposato Atalanta Cowan, figlia di John Cowan (nata il 20 giugno 1962), il 16 marzo 1991, da cui ha avuto una figlia; ha sposato in seguito Wendy Amanda Leach (nata il 20 luglio 1966) il 29 giugno 2002 e ha avuto due figli maschi.
- The Hon. Nicholas Timothy Charles Knatchbull (18 novembre 1964 – 27 agosto 1979), assassinato all'età di 14 anni insieme a suo nonno da una bomba dell'IRA.
- The Hon. Timothy Nicholas Sean Knatchbull (nato il 18 novembre 1964), che ha sposato Isabella Julia Norman (nata il 9 gennaio 1971), bis-bisnipote del IV conte di Bradford, l'11 luglio 1998[4] e ha avuto due figli maschi e tre femmine.

## Relazione della figlia con il principe Carlo
Come Lady Brabourne durante la vita di suo padre, il suo nucleo famigliare divenne strettamente coinvolto nella considerazione di una futura consorte per il suo procugino, Carlo, principe di Galles. Al principio del 1974, Lord Mountbatten cominciò una corrispondenza con il figlio maggiore della regina Elisabetta II e del principe Filippo circa un possibile matrimonio con la figlia di Lady Brabourne, Amanda. Carlo scrisse a Lady Brabourne (che era anche sua madrina), circa il suo interesse per la figlia, e lei rispose approvando, anche se suggerì che un corteggiamento era prematuro. Amanda Knatchbull rifiutò la proposta di matrimonio di Carlo nel 1980, in seguito all'assassinio di suo nonno, dove perse anche la nonna e il fratello minore.

## Titoli e trattamento
- 14 febbraio 1924 - 23 agosto 1946: Miss Patricia Mountbatten
- 23 agosto - 26 ottobre 1946: The Honourable Patricia Mountbatten
- 26 ottobre 1946 - 27 agosto 1979: The Right Honourable The Lady Brabourne
- 27 agosto 1979 - 13 giugno 2017: The Right Honourable la contessa Mountbatten di Burma

Patricia Mountbatten nacque come figlia del figlio più giovane di un marchese (I marchese di Milford Haven, in precedenza principe Luigi Alessandro di Battenberg) e quindi non aveva titoli di cortesia. Diventò la figlia di un pari quando suo padre fu creato visconte, e quindi ottenne il prefisso di cortesia Honourable. Quando sposò un barone, ottenne la precedenza del marito, che si rivelò superiore a quella della figlia di un visconte. Quando il rango di suo padre fu elevato a quello di conte, tuttavia, la sua precedenza rimase la stessa, perché il rango più alto di cortesia della figlia di un conte non poteva essere rivendicato dalla moglie di un uomo come pari nel suo proprio diritto. Quando suo padre morì ed ella gli successe come contessa per una speciale procedura, Patricia Mountbatten diventò una pari per proprio diritto e dal momento che il suo titolo nobiliare era di rango più alto rispetto a quello di suo marito, aveva diritto a godere del suo titolo più alto e la precedenza. Per contrasto, il rango della sorella minore come figlia di un conte surclassò lo status di suo marito di commoner dall'agosto 1946 all'agosto del 1979 poiché quando la figlia di un pari sposa un commoner piuttosto che un pari, le è permesso di mantenere il rango derivatole dai genitori.

### Colonelcies-in-chief
- The Loyal Edmonton Regiment (4th Battalion, Princess Patricia's Canadian Light Infantry)
- Countess Mountbatten's Own Archiviato il 7 gennaio 2016 in Internet Archive. Legion of Frontiersmen of the Commonwealth
- Princess Patricia's Canadian Light Infantry (formerly, now The Right Honourable Adrienne Clarkson[7])

## Ascendenza
|                                     |               |                                                 | Genitori                           |  |  | Nonni |  |  | Bisnonni           |  |  | Trisnonni                   |  |
|                                     |               |                                                 |                                    |  |  |       |  |  | Alessandro d'Assia |  |  | Luigi II d'Assia e del Reno |  |
|                                     |               |                                                 |                                    |  |  |       |  |  | Alessandro d'Assia |  |  | Luigi II d'Assia e del Reno |  |
|                                     |               | Guglielmina di Baden                            |                                    |  |  |       |  |  | Alessandro d'Assia |  |  |                             |  |
| Luigi di Battenberg                 |               |                                                 |                                    |  |  |       |  |  | Alessandro d'Assia |  |  |                             |  |
|                                     |               | Julia von Hauke                                 | Conte Hans Moritz von Hauke        |  |  |       |  |  |                    |  |  |                             |  |
|                                     |               | Julia von Hauke                                 | Conte Hans Moritz von Hauke        |  |  |       |  |  |                    |  |  |                             |  |
|                                     |               | Julia von Hauke                                 | Sophie Lafontaine                  |  |  |       |  |  |                    |  |  |                             |  |
| Louis Mountbatten                   |               | Julia von Hauke                                 |                                    |  |  |       |  |  |                    |  |  |                             |  |
|                                     |               | Luigi IV d'Assia e del Reno                     | Carlo d'Assia                      |  |  |       |  |  |                    |  |  |                             |  |
|                                     |               | Luigi IV d'Assia e del Reno                     | Carlo d'Assia                      |  |  |       |  |  |                    |  |  |                             |  |
|                                     |               | Luigi IV d'Assia e del Reno                     | Elisabetta di Prussia              |  |  |       |  |  |                    |  |  |                             |  |
| Vittoria d'Assia e del Reno         |               | Luigi IV d'Assia e del Reno                     |                                    |  |  |       |  |  |                    |  |  |                             |  |
|                                     |               | Alice di Gran Bretagna                          | Alberto di Sassonia-Coburgo-Gotha  |  |  |       |  |  |                    |  |  |                             |  |
|                                     |               | Alice di Gran Bretagna                          | Alberto di Sassonia-Coburgo-Gotha  |  |  |       |  |  |                    |  |  |                             |  |
|                                     |               | Alice di Gran Bretagna                          | Vittoria del Regno Unito           |  |  |       |  |  |                    |  |  |                             |  |
| Patricia Mountbatten                |               | Alice di Gran Bretagna                          |                                    |  |  |       |  |  |                    |  |  |                             |  |
|                                     | Evelyn Ashley | Anthony Ashley-Cooper, VII conte di Shaftesbury |                                    |  |  |       |  |  |                    |  |  |                             |  |
|                                     | Evelyn Ashley | Anthony Ashley-Cooper, VII conte di Shaftesbury |                                    |  |  |       |  |  |                    |  |  |                             |  |
|                                     | Evelyn Ashley | Lady Emily Cowper                               |                                    |  |  |       |  |  |                    |  |  |                             |  |
| Wilfrid Ashley, Barone Mount Temple | Evelyn Ashley |                                                 |                                    |  |  |       |  |  |                    |  |  |                             |  |
|                                     |               | Sybella Charlotte Farquhar                      | Sir Walter Farquhar, III Baronetto |  |  |       |  |  |                    |  |  |                             |  |
|                                     |               | Sybella Charlotte Farquhar                      | Sir Walter Farquhar, III Baronetto |  |  |       |  |  |                    |  |  |                             |  |
|                                     |               | Sybella Charlotte Farquhar                      | Lady Mary Octavia Somerset         |  |  |       |  |  |                    |  |  |                             |  |
| Edwina Ashley                       |               | Sybella Charlotte Farquhar                      |                                    |  |  |       |  |  |                    |  |  |                             |  |
|                                     |               | Sir Ernest Cassel                               | Jacob Cassel                       |  |  |       |  |  |                    |  |  |                             |  |
|                                     |               | Sir Ernest Cassel                               | Jacob Cassel                       |  |  |       |  |  |                    |  |  |                             |  |
|                                     |               | Sir Ernest Cassel                               | Amalia Rosenheim                   |  |  |       |  |  |                    |  |  |                             |  |
| Amalia Cassel                       |               | Sir Ernest Cassel                               |                                    |  |  |       |  |  |                    |  |  |                             |  |
|                                     |               | Annette Mary Maud Maxwell                       | Robert Thompson Maxwell            |  |  |       |  |  |                    |  |  |                             |  |
|                                     |               | Annette Mary Maud Maxwell                       | Robert Thompson Maxwell            |  |  |       |  |  |                    |  |  |                             |  |
|                                     |               | Annette Mary Maud Maxwell                       | Mary Annie Bailey                  |  |  |       |  |  |                    |  |  |                             |  |
|                                     |               | Annette Mary Maud Maxwell                       |                                    |  |  |       |  |  |                    |  |  |                             |  |